# Pride (THE ALFEEのアルバム)
『Pride』（プライド）は、1998年8月7日に発売されたTHE ALFEE初のミニアルバム。

## 概要
本作はアルバム「Nouvelle Vague」収録曲「Pride」のREMIX曲を中心に、カバー曲とアルバム『Nouvelle Vague』からの楽曲で構成。
ベスト・アルバム『THE ALFEE SINGLE HISTORY VOL.V 1996-2001』（2009年3月4日発売）に全曲収録。

## 収録曲
1. Pride (Re-mix)
作詞・作曲：高見沢俊彦  編曲：THE ALFEE ストリングス編曲：服部克久
TBS系『日立 世界・ふしぎ発見!』主題歌
2. Ticket to Ride［涙の乗車券］
作詞・作曲：John Lennon ・ Paul MaCartney  編曲：高見沢俊彦
ビートルズのカバー。
3. Sister of The Rainbow
作詞・作曲：高見沢俊彦  編曲：THE ALFEE
アルバム『Nouvelle Vague』から再収録。
4. Bridge Over Troubled Water［明日に架ける橋］
作詞・作曲：Paul Simon 編曲：THE ALFEE
サイモン&ガーファンクルのカバー。 サイモン&ガーファンクルのオリジナル盤でピアノを担当したラリー・ネクテル本人が伴奏に参加している。
5. 幻想 〜ILLUSION〜
作詞・作曲：高見沢俊彦  編曲：THE ALFEE
新曲。